# 奥鲁 (德塞夫勒省)
奥鲁（法語：Oroux，法語發音：[ɔʁu]）是法国德塞夫勒省的一个市镇，属于帕尔特奈区。

## 地理
奥鲁（46°41'31"N, 0°5'22"W）面积6.56 平方千米，位于法国新阿基坦大区德塞夫勒省，该省份为法国西部内陆省份，北起曼恩-卢瓦尔省，西接旺代省，南至夏朗德省和滨海夏朗德省，东临维埃纳省。
与奥鲁接壤的市镇（或旧市镇、城区）包括：欧比尼、卢穆瓦、拉佩拉特、泰讷宰。

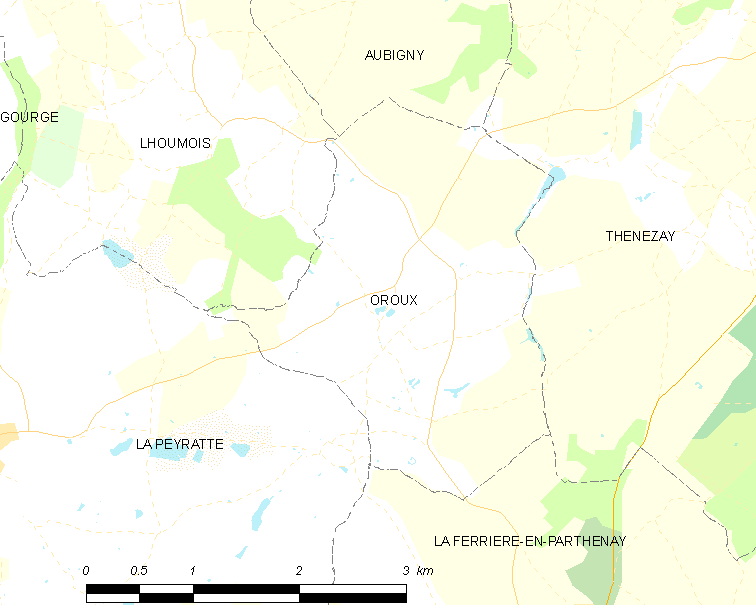
的OSM定位图

奥鲁的时区为UTC+01:00、UTC+02:00（夏令时）。

## 行政
奥鲁的邮政编码为79390，INSEE市镇编码为79197。

## 政治
奥鲁所属的省级选区为拉加蒂讷县。

## 人口

1962-2008年间人口变化图示

奥鲁于2022年1月1日时的人口数量为102人。